# Ancien château des comtes de Gondi
L'ancien château des comtes de Gondi est un édifice situé dans la ville de Joigny, dans l'Yonne en région Bourgogne-Franche-Comté.

## Histoire
Les années des campagnes de construction sont 1569 et 1613. Saint Vincent de Paul a fréquenté ce château, en tant que précepteur des enfants de la famille Gondi (1613-1617).
Les façades et les toitures sont classées au titre des monuments historiques par arrêté du 21 mars 1983. Les salles voûtées d'arêtes se trouvant dans l'aile Est sont inscrites au titre des monuments historiques par arrêté du 21 mars 1983.